# Starletta DuPois
Pour les articles homonymes, voir DuPois.
 (janvier 2014).
Si vous disposez d'ouvrages ou d'articles de référence ou si vous connaissez des sites web de qualité traitant du thème abordé ici, merci de compléter l'article en donnant les références utiles à sa vérifiabilité et en les liant à la section « Notes et références ».
Starletta DuPois est une actrice américaine, née le 18 juillet 1941 à Bâton-Rouge dans l’état de Louisiane (USA) .

## Filmographie
- 1974 : Le Flambeur (The Gambler) de Karel Reisz : Monique
- 1980 : The Torture of Mothers
- 1982 : Games Mother Never Taught You (TV) : Ann
- 1983 : The Kid with the 200 I.Q. (TV) : Minna Newell
- 1985 : Dark Exodus
- 1985 : Deadly Intentions (en) (TV) : Security Lady
- 1985 : Terreur froide (Chiller) (TV) : Nurse
- 1985 : Pee-Wee Big Adventure (Pee-Wee's Big Adventure) : Sgt. Hunter
- 1986 : Odd Jobs : Dwight's Mom
- 1987 : Hollywood Shuffle (en) de Robert Townsend : Bobby's Mother
- 1989 : A Raisin in the Sun (TV) : Ruth Younger
- 1990 : Convicts (en) : Martha
- 1991 : Last Breeze of Summer : Mrs. Davis
- 1991 : Frogs! (TV) : Principal Caverly
- 1991 : Runaway Father (TV) : Ruth
- 1991 : Ricochet : Mrs. Styles
- 1992 : The Waterdance : Florence
- 1992 : South Los Angeles : Nurse Shelly
- 1993 : Let's Get Bizzee : Mrs.Baker
- 1993 : The Thing Called Love : Selma
- 1993 : Meurtres à Brooklyn (Strapped) (TV) : Diquan's Mother
- 1994 : Sling Blade (A Passion for Justice: The Hazel Brannon Smith Story) (TV) : Ruth
- 1994 : Wolf : Victim's Mother
- 1995 : Où sont les hommes ? (Waiting to Exhale) : Savannah's mother
- 1996 : The Road to Galveston (TV) : Sally, Jordan's Blind Friend
- 1996 : Danielle Steel - La ronde des souvenirs (Full Circle) (TV) : Miriam Blake
- 1997 : Le Maître du jeu (The Maker) : Technician
- 1997 : Alone (TV) : Lois
- 2000 : 3 Strikes : Moms Douglas
- 2000 : Big Mama (Big Momma's House) : Miss Patterson
- 2002 : Friday After Next (Friday After Next) : Sister Sarah
- 2004 : Duck : travailleuse sociale
- 2004 : N'oublie jamais (The Notebook) : Nurse Esther
- 2005 : The Ties That Bind
- 2005 : Family Reunion : Mabel Green